# Branko Sinđelić
Branko Sinđelić (en serbe : Бранко Синђелић, aussi écrit Branko Sindjelić), né le 14 février 1974 à Zemun, est un ancien joueur serbe de basket-ball.

## Biographie

### Ses débuts en Yougoslavie (19??-2000)
Branko Sinđelić s'entraîne et joue pour le compte des équipes jeunes du Partizan Belgrade puis du Radnički Belgrade. Par ailleurs, il fait partie de la sélection cadets yougoslave qui dispute l'Euro cadet de 1991. En 1996, il signe à l'IMT Belgrade qui est engagé en deuxième division yougoslave. Cette même équipe remporte le championnat de deuxième division. À la fin de la saison, 1998-1999, l'IMT Belgrade se qualifie pour la coupe Korać tandis que Sinđelić est devenu un joueur majeur de l'équipe (1998-1999 : 7 points, 3,1 rebonds, 0,5 interception et 0,9 passe décisive). La saison suivante, le jeune serbe passe la barre des 10 points de moyenne.

### Limoges CSP (2000-2002)
Son talent va vite s'exporter en dehors des frontières de la république yougoslave. Il signe en 2000, au Limoges CSP qui joue alors en Pro B sous la direction de Didier Dobbels. Sinđelić se fait vite un nom en France grâce à sa solidité et efficacité. Mais il se blesse à deux reprises durant la saison. Limoges remonte en Pro A sans trop de mal. Lors de la saison 2000-2001 (Pro B), ses statistiques sont de 9 points, 5 rebonds et 1 passe décisive. La saison suivante, en Pro A, Sinđelić se maintient avec le Limoges CSP en Pro A et affiche un rendement de 10,2 points, 6,1 rebonds et 2,1 passes décisives.

### Une période de transition (2002-2003)
Branko Sinđelić découvre le championnat belge lors de la saison 2002-2003 avec le BC Tournai. Il tourne alors à 8 points et 2,5 rebonds en Belgique. Puis en 2003, il revient en France mais cette fois-ci à Golbey-Épinal. Golbey joue en Pro B. Branko Sinđelić quitte l'équipe le mois d'octobre 2003. Finalement, l'intérieur serbe signe à Bourg-en-Bresse.

### JL Bourg-en-Bresse (2003-2007)
C'est à Bourg-en-Bresse que Branko Sinđelić trouve une certaine stabilité dans son travail. Il défend les couleurs du club bressan de 2003 à 2007. Dès sa première saison, il devient un joueur emblématique de la JL de Bourg. En 2003-2004, Branko Sinđelić vaut 16,3 points, 5,9 rebonds, 2 passes décisives et 1 interception par match. Durant deux saisons de suite (2004-2005 et 2005-2006), la JL de Bourg participe aux play-offs de Pro A. De plus, lors de la saison 2005-2006, la JL de Bourg se hisse en finale de la semaine des AS. La dernière saison à Bourg (2006-2007), Sinđelić réalise une bonne saison mais la JL de Bourg descend en Pro B. Branko Sinđelić doit chercher un nouveau club.

### Saint-Quentin Basket-ball (2007-2009)
Finalement, c'est à Saint-Quentin (Pro B) qu'il signe. En 2007-2008, il marque plus de 10 points et prend 4,9 rebonds par matchs. Banko Sinđelić s'affirme comme un leader du SQBB. Mais la saison suivante, il n'apparaît que pour 9 matchs et blesse à nouveau.

### BP Belgrade (2009-2010)
Sinđelić effectue une saison au BP Belgrade et prend sa retraite sportive à la fin de la saison 2009-2010.

## Palmarès
- 1996-1997: Champion de deuxième division yougoslave avec le IMT Belgrade
- 2000-2001: Champion de France Pro B avec Limoges
- 2005-2006: Finaliste de la Semaine des As avec Bourg

## Summer League
- 2000: Participe au Court Side Pro Summer Camp à Pécs

## Sélection
- Yougoslavie cadet

Jeune
- 1991: Participe à l'euro cadet